# Salomon Gessner
Pour les articles homonymes, voir Gessner.
Salomon Gessner, né le 1er avril 1730 à Zurich où il est mort le 2 mars 1788, est un poète suisse.

## Biographie
Considéré au XVIIIe siècle comme le nouveau Théocrite, rénovateur d’un genre idyllique usé par les fades galanteries d’un Fontenelle, son œuvre paraît à un moment opportun. En effet, la critique commence à se lasser de ces idylles emphatiques et si peu passionnées. Simplicité et passion revendiquées, nombre sont ceux qui demandent une églogue moins classique, comme Rémond de Saint-Mard qui s’accommoderait plus volontiers « de la rusticité de la campagne que de la subtilité de la ville » et qui voudrait rencontrer dans les idylles des bergers qui « dépouillés de la grossièreté de la campagne, n’ont point la finesse qui brille dans les villes:8 » ou encore l’économiste Turgot : « Combien les sentiments d’honnêteté et de vertu qu’ils expriment d’une manière si naïve et si touchante ne sont-ils pas préférables aux raffinements mystiques et aux délicatesses puériles que les poètes italiens et français ont mis dans la bouche de leurs bergers et de leurs bergères » Ce sont les qualités du cœur, la tendresse et la sincérité, qui doivent dorénavant distinguer les héros et les héroïnes rustiques.

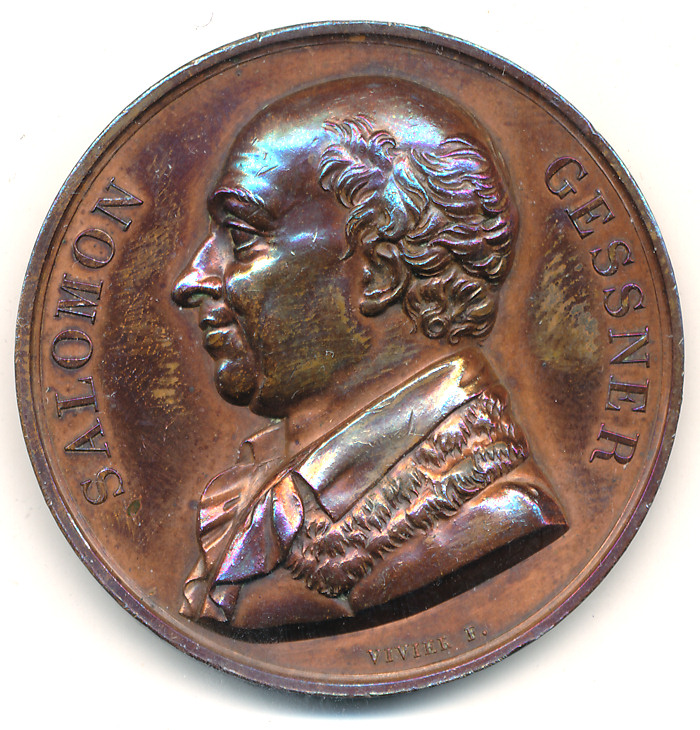
Médaille à l’effigie de Salomon Gessner.

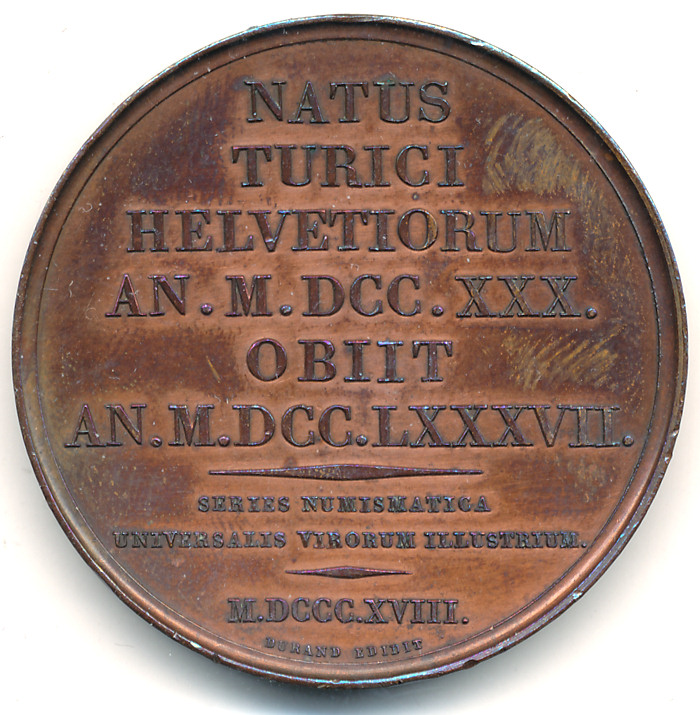
Revers de la médaille.

L’œuvre de Gessner doit être replacée dans l’environnement culturel de Zurich. Cette ville d’esprit plutôt libéral abrite notamment le jeune peintre Füssli ou le cercle littéraire de Bodmer, chantre d’un nouveau sentimentalisme. C’est à leur contact que Salomon Gessner, modeste libraire, s’essaie à la poésie. En 1754, il doit retravailler sa première œuvre, Daphnis, à la demande de Bodmer qui ne la trouve pas assez sentimentale. Suivent de près La Mort d’Abel et bien sûr les Idylles. Les traductions de celles-ci ont un succès considérable dans toute l’Europe, et, encore une fois, particulièrement en France. Son œuvre a surtout servi de réponse littéraire à Gottsched et à ses vingt-huit drames pastoraux jugés trop classiques par les Zurichois. Elle est devenue universelle grâce à la volonté de traducteurs zélés – tel Turgot en France – mais les Idylles, et Gessner lui-même le prétend, sont teintées d’une couleur locale particulièrement vive.

## Description de ses œuvres

### Des Suisses vertueux et pieux
Les historiettes mignardes de Gessner se déroulent toujours dans le même univers : le paradis sur terre. Quelque serpent tente bien d’en compromettre l’heureuse innocence ; il arrive même que quelque trouble-fête puisse venir forcer les portes de l’Éden. Tel berger, provisoirement criminel, sera toujours rappelé à l’ordre par les conseils affectueux de vieillards débordants d’onction et de mansuétude. Et toujours la leçon porte ses fruits.
Dans ce paradis gessnérien, toutes les jeunes bergères sont belles, vertueuses et sensibles. Quant à leurs alter ego masculins, ils se montrent toujours honnêtes et infiniment respectueux envers leurs promises. On comprend que les jeunes âmes sensibles du temps se soient laissées séduire. Ainsi, à vingt-cinq ans, il prend l’envie à l’Italien Monti de devenir berger.
Léonard éprouve ces mêmes frissons à seulement dix-huit printemps. En 1789, Chênedollé s’enivre des Idylles à dix-neuf ans et passe deux heures au bord d’un fossé à les lire : « J’ai rarement éprouvé un plaisir aussi vif, un enthousiasme pareil à celui-là… J’eus le sentiment de la poésie, au plus haut degré ».
Les personnages gessnériens sont tout aussi pieux que vertueux. En cas de faute, le Dieu de justice sanctionne sur le champ. Contenant fort peu de dogmes, les Idylles sont finalement assez acceptables par toutes les croyances contrairement plus tard à l’œuvre de Rousseau jugée par trop teintée de déisme. Le Suédois Gjörwell trouve que Gessner trouve sa source dans le piétisme et y voit une école de morale efficace. L’académicien Florian, dans son Essai sur la pastorale, recommande presque aux pasteurs d’en faire des livres de messe : « Si j’étais curé de village, je lirai à mon prône les ouvrages de Gessner  ». Le peintre François lui confère même une forte vertu pacifiste : « Si Catherine de Médicis avait lu Gessner, jamais la Saint-Barthélemy n’aurait eu lieu ».
La personne même de Gessner se voit idéalisée. Une véritable légende se fonde autour de lui et il est érigé en apôtre de l’existence innocente et de la vertu. Ainsi André Chénier l’appelle le « sage Gessner ».

### Le berger sublimé

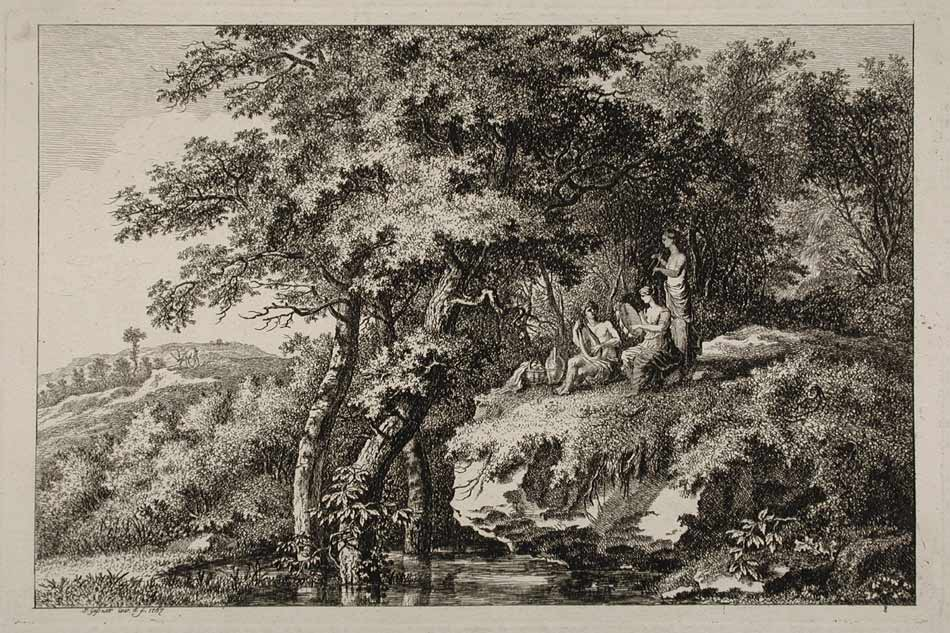
Gessner, scène bucolique, 1767

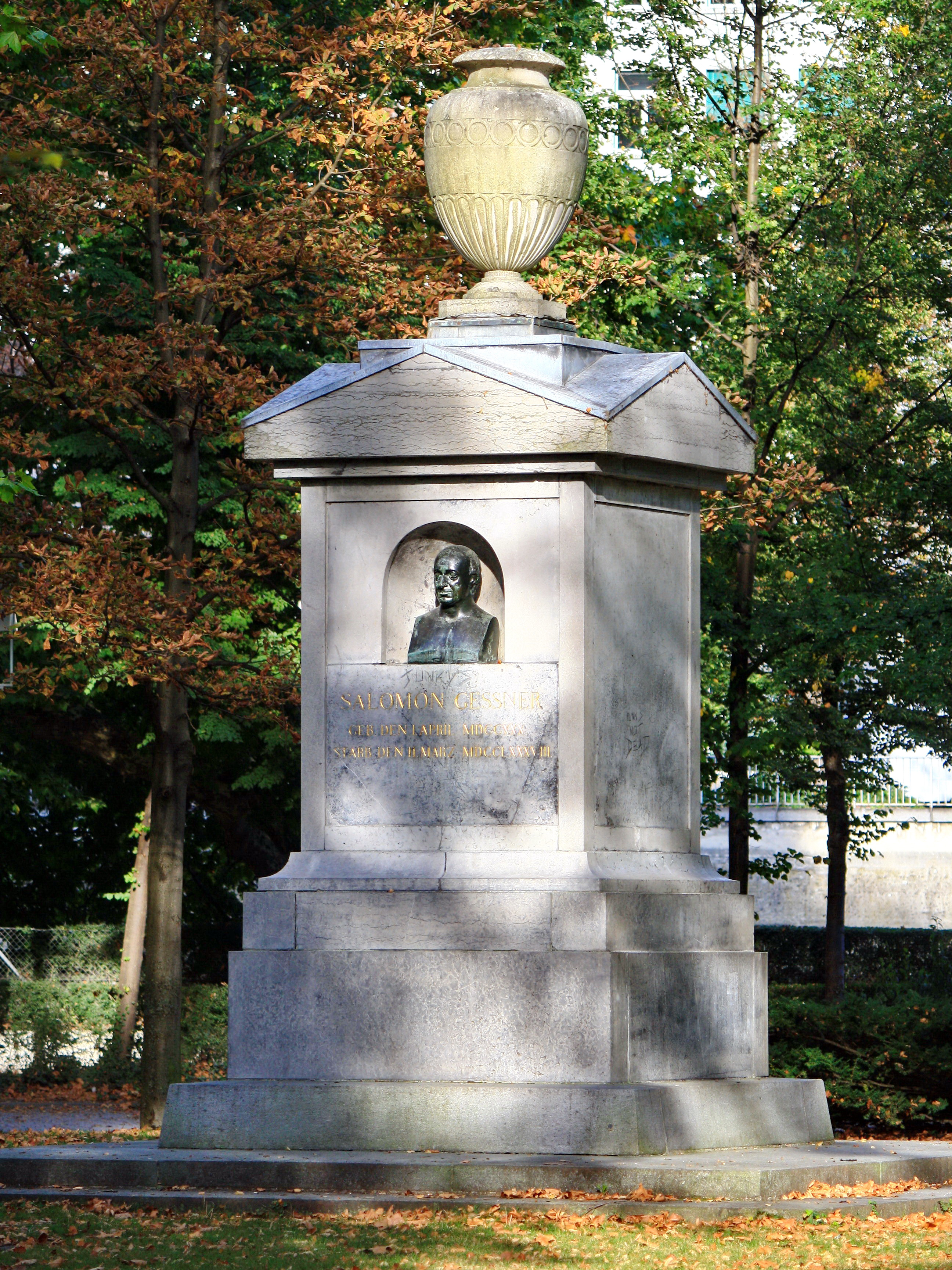
Memorial dans le Platzspitz parc à Zürich

Il est peu dire que Gessner a contribué à changer la perception populaire du berger. Tout au long du Moyen Âge, il est souvent représenté en sorcier quelque peu inquiétant, et dont la malignité intrigue jusqu’au Seigneur.
Avant le poète zurichois, Fontenelle avait déjà rendu au pasteur un certain pouvoir de séduction, sans pour autant le dépourvoir de son intelligence. Le berger à la Fontenelle se voulait aussi fort aimable et peu porté sur les activités physiques. Selon sa théorie, l’églogue devait en effet réveiller chez le lecteur son penchant pour ses deux plus fortes passions : la paresse et l’amour. Ces idylles étaient tout aussi irréalistes que les idylles antiques mais la vie rurale y était beaucoup moins idéalisée et les bergers moins naïfs. Cette philosophie était du goût de l’école néoclassique – notamment de Gottsched – mais d’aucuns, comme Chénier, les trouvent « purement conventionnels ». Il n’est donc pas oiseux d’attribuer à Gessner la paternité de cette nouvelle représentation du berger.
Le berger gessnérien semble avoir quelques traits de ressemblance avec l’homme primitif de Jean-Jacques Rousseau. L’intelligence de l’un lui a fait exprimer son concept par la démonstration de systèmes, le cœur passionné de l’autre lui a fait révéler le sien par l’écriture de ces églogues.

### Un helvétisme revendiqué
La question « helvète » ne manque pas de pertinence. Le débat a existé sur la part d’« helvéticité » de cette Arcadie moderne et de ses pâtres au grand cœur. Quand l’écrivain du cercle de Zurich Karl Ramler demande à Gessner d’écrire ces Idylles, il se fait bien dans l’idée de représenter la Suisse. Les théoristes allemands se sont déchirés sur cette question. Sulzer pense que les idylles ne peuvent être écrites que dans des situations idylliques et correspondent donc à une réalité suisse. Pour les disciples de Gottsched, le poème idyllique ne peut être que l’expression d’une nostalgie de l’âge d'or et ne peut prendre corps que dans un décor imaginaire.

## Précurseur oublié de Rousseau
Salomon Gessner annonce la Suisse idyllique prônée par Jean-Jacques Rousseau et sa Nouvelle Héloïse. Et des œuvres comme Paul et Virginie de Bernardin de Saint-Pierre lui doivent beaucoup.[réf. nécessaire]

## Monument Gessner à Zurich
Après la mort de Gessner en 1788, un comité se constitue en faveur de l’érection d’un monument à la mémoire du poète. Un concours est organisé, auquel des artistes de premier plan sont invités à participer : Valentin Sonnenschein (de) à Berne, Johann Martin Fischer (de) à Vienne, Alexander Trippel (de) à Rome, Jean-Antoine Houdon à Paris et Michel-Vincent Brandoin à Vevey.
La conception du monument, inspiré des monuments funéraires antiques tels qu’ils étaient réalisés le long des voies d’accès aux principales localités, est adjugée à Brandoin, l’exécution au marbrier Jean-François Doret, de la célèbre dynastie des marbriers Doret, de Vevey, tandis que Trippel obtient la commande de deux bas-reliefs en marbre (Daphnis et Micon) (1791). Après la mort de Brandoin en 1790 le projet est encore légèrement modifié par Trippel.
Le monument est érigé en 1792 sur la promenade du Platzspitz. Doret l'exécute en marbre noir de Saint-Triphon, avec les bas-reliefs blancs de Trippel en marbre de Carrare.